# Multisim
 (janvier 2011).
Si vous disposez d'ouvrages ou d'articles de référence ou si vous connaissez des sites web de qualité traitant du thème abordé ici, merci de compléter l'article en donnant les références utiles à sa vérifiabilité et en les liant à la section « Notes et références ».
Multisim était une société d'édition et de production française fondée à Paris en 1992 et disparue en 2003, spécialisée dans le jeu de rôle, la littérature fantastique et de science-fiction et le jeu vidéo.

## Historique
Multisim Éditions a été fondé en 1992 à Paris par Fabrice Lamidey et Frédéric Weil. Rapidement, devant le succès du premier jeu de rôle Nephilim, une équipe s'est formée composée de jeunes auteurs, graphistes et commerciaux ayant soit une expérience d'amateurs au travers de fanzines spécialisés ou bien professionnelle dans le secteur de l'édition de jeu de rôle, soit autodidactes. Entre autres, Frédéric Weil y a retrouvé d'anciens collaborateurs au fanzine Broos, dédié au jeu de rôle RuneQuest, ainsi qu'au magazine Tatou publié par la maison d'édition de jeu de rôle Oriflam et le magazine Casus Belli.
L'objectif était de créer et d'éditer des jeux où l'aspect de la richesse de l'univers et des possibilités pour les personnages étaient davantage développés comparativement à la mécanique de jeu et des règles (« plus de “rôle” et moins de “jeu” » selon Frédéric Weil). Le premier jeu de rôle qui fut publié et qui avait motivé la création de la société était Nephilim, jeu dans lequel les joueurs incarnent des êtres fantastiques qui œuvrent de façon secrète sur la Terre.
Cette même année, en 1992, Nephilim remporte le Trophée Casus Belli du meilleur jeu de rôle français. Ce jeu aura une belle carrière à l'échelle du jeu de rôle : plus de 20 000 exemplaires vendus en 1998 (il a été estimé à plus de 300 000 joueurs de Nephilim pour la France), version en langues étrangères sous licence en espagnol, italien, allemand et anglais. Ce jeu comptera trois éditions publiées, la dernière en 2001. La société connaît un développement rapide dans son secteur de l'édition de jeu de rôle, présentant un nouveau style de présentation des produits, en particulier sous l'impulsion de Franck Achard, son directeur artistique.

### Le développement de Multisim
Parallèlement à l'édition des jeux de rôle, la société développe une partie de son activité vers le jeu vidéo, secteur qui connait une croissance importante et dont l'amélioration spectaculaire des technologies permet aux jeux vidéo de se rapprocher des émotions et des histoires créées dans le jeu de rôle. La philosophie de ce développement est simple: le jeu de rôle, de par sa complexité et sa nécessité d'inventer des univers complexes et non finis permet de générer un contenu important et qui peut être utilisé comme base pour d'autres médias de créations (romans, jeux vidéo, Bande-Dessinée, films, etc.) pouvant résoudre ainsi de nombreux problèmes de cohérences et d'adaptation purement commerciale. On parlera alors d'une politique "transmédia". Multisim forge une alliance en 1998 avec Kalisto Entertainment, société de développement de jeu vidéo alors leader en France. De ce partenariat important durant lesquels les deux métiers d'édition de jeu de rôle et de développement de jeu vidéo se confrontent, naissent de nombreux projets et une dynamique de développement centrée sur le jeu vidéo :
- Multisim Interactive : Cette filiale est née de la création avec la société de jeux vidéo Kalisto de l'univers Dark Earth développé à la fois comme jeu vidéo et jeu de rôle. Multisim Interactive proposait la création d'univers et leur adaptation dans le domaine de jeux vidéo ainsi que la mise en place de game concepts et de game designs. La principale réalisation de Multisim Interactive a été l'univers de Ryzom, jeu massivement multijoueurs en ligne. On compte parmi leurs réalisations, les adaptations des deux univers des séries animées de Futurikon de Arthur Qwak, soit Dragon Hunters (d'après Chasseurs de dragons) et Malo Korrigan, et un partenariat avec le fabricant de matériel de sport Salomon pour la création d'un jeu basé sur l'univers des skaters, "Inline Rider". Des adaptations sous d'autres formats (séries animées, romans, jeux vidéo) étaient prévues pour plusieurs univers créés par Multisim ou créés spécialement pour l'occasion (comme Yore).
- Multisim Guides, créé en 1997, qui réalise des guides stratégiques pour des jeux vidéo ainsi que des "leaflets" (feuillets publicitaires). Parmi les guides réalisés, on compte: Turok 2 (Acclaim Entertainment) ; Syphon Filter (Sony) ; Shadowman (Acclaim Entertainment) ; The Nomad Soul (Français et allemand) (Eidos Interactive) ; Diablo II (Vivendi Universal Games) ; Call to Power 2 (Activision) ; Extermination  (Sony) ; Diablo 2 Extension set (Vivendi Universal Games) ; Baldur's Gate: Dark Alliance (Virgin Interactive) ; Soldier of Fortune II: Double Helix (Activision) ; Spider-Man (Activision).

- Les Éditions Mnémos, créées en 1995, publient à la fois des romans inspirés des univers des jeux de Multisim et des œuvres originales, dans les domaines de la fantasy, de l'uchronie et de la science-fiction. Forte, aujourd'hui d'un catalogue de plus de cent titres et d'auteurs novateurs, les éditions Mnémos continuent leur politique d'exploration et de découvertes dans les genres de la Fantasy, de la Science-Fiction et du Fantastique.

- Arkana Press est créée en 2001 afin de reprendre le magazine leader, spécialisé dans le jeu de rôle Casus Belli, alors menacé de disparition. Cette société relance le mensuel du jeu de rôle avec une nouvelle formule à partir de 2001 proposant aux lecteurs une vision pluri-sectorielle de leur hobby.

### La fin de l'aventure
Touchée de plein fouet par la crise française du développement du jeu vidéo entre 2002 et 2003, Multisim, connaissant son plus fort taux d'activité dans ce secteur, a été obligée de fermer ses portes en septembre 2003. De plus son activité traditionnelle d'édition de jeu de rôle a été marquée par la baisse des ventes dues à une désaffection partielle des joueurs pour le jeu de rôle à partir de la fin des années 1990. 
Les éditions Mnémos et Arkana Press continuent de leur côté leur développement. Certains titres de jeu de rôle ont été relancés par l'éditeur Ubik (Fading Suns, Rêve de Dragon, Agone, Nephilim).
La société a été mise en liquidation judiciaire le 11 septembre 2003.

## Jeux de rôle publiés

### Créations originales
- Agone, un jeu de rôle médiéval fantastique décrit comme "baroque".
- Abyme, basé sur l'une des villes d'Agone, un jeu urbain médiéval-fantastique sans dés.
- Chimères, suite de Hurlements.
- Dark Earth, un jeu de survie et de puissances occultes sur la Terre après le cataclysme.
- Guildes, jeu d'exploration et de commerce dans un univers magique de style Renaissance.
- Nephilim, jeu contemporain ayant pour thème l'occulte et l'ésotérisme.
- Oniros, version pour débutants de Rêve de Dragon.
- Retrofutur, une uchronie ou des résistants luttent contre un gouvernement répressif et omniprésent dans une époque proche des années 1950.
- Rêve de Dragon, jeu « d'onirique-fantaisie » où la magie, le fantastique et les univers-gigogne ont la belle part.

### Rééditions
- Hurlements, jeu où les joueurs incarnent des loups-garous et autres animaux-garous voyageant incognito dans l'Europe médiévale (initialement publié par les Éditions Dragon Radieux).

### Traductions
- Fading Suns, la geste du futur : Version française du jeu de rôle de science-fiction de space opera publié originellement par Holistic Design.
- Deadlands : Version française du jeu de rôle de western fantastique publié originellement en anglais par Pinnacle Entertainment Group.
- Herowars : Version française du jeu d'antiquité fantastique dans le monde de Glorantha publié originellement par Issaries Inc.
- Conspiracy X : Jeu d'occulte et de conspirations à la sauce X-Files, publié originellement en anglais par Eden Studios.

## Collaborateurs
Liste des principaux collaborateurs aux produits des éditions Multisim :
- Franck Achard : directeur artistique, responsable des couvertures et de la ligne graphique
- Sébastien Célerin : éditeur de jeu de rôle (créations) de 2000 à 2003, auteur sur plusieurs jeux de 1998 à 2003
- Philippe Chartier : représentant commercial
- Cyrille Daujean : graphiste, maquettiste, coauteur de Guildes - la Quête des Origines
- Nicolas Hutter : chef de fabrication
- Sébastien Joncoux : directeur Multisim Interactive
- Fabrice Lamidey : fondateur, coauteur de Nephilim, auteur et traducteur
- Tristan Lhomme : éditeur de jeu de rôle (traductions), auteur sur plusieurs jeux
- Stéphane Marsan : cofondateur de Mnémos, directeur de gamme, auteur
- Xavier Spinat : traducteur, coauteur (Agone et Nephilim)
- Frédéric Weil : fondateur, gérant, coauteur de Nephilim, auteur et directeur de création

## Auteurs et artistes
Liste très partielle d'auteurs et artistes ayant été publiés par les éditions Multisim (plus de 200 auteurs et artistes, amateurs et professionnels ont participé aux productions de cette société) :
- Benoit Attinost, auteur sur Dark Earth
- Jean-Luc Bizien, auteur principal du jeu de rôle Chimères
- Benjamin Carré, illustrateur
- Sébastien Célerin, auteur sur Nephilim puis directeur éditorial de ce jeu
- André Dého-Neves, auteur
- Julien Delval, illustrateur
- Mathieu Gaborit, auteur du jeu de rôle Agone, adaptation de son premier roman, Les Chroniques des Crépusculaires
- Denis Gerfaud, auteur du jeu de rôle Rêve de Dragon
- Didier Graffet, illustrateur
- Mathias Twardowski, auteur et traducteur jeu de rôle